# Johan Nordenfalk (1830–1901)
För andra betydelser, se Johan Nordenfalk (olika betydelser).

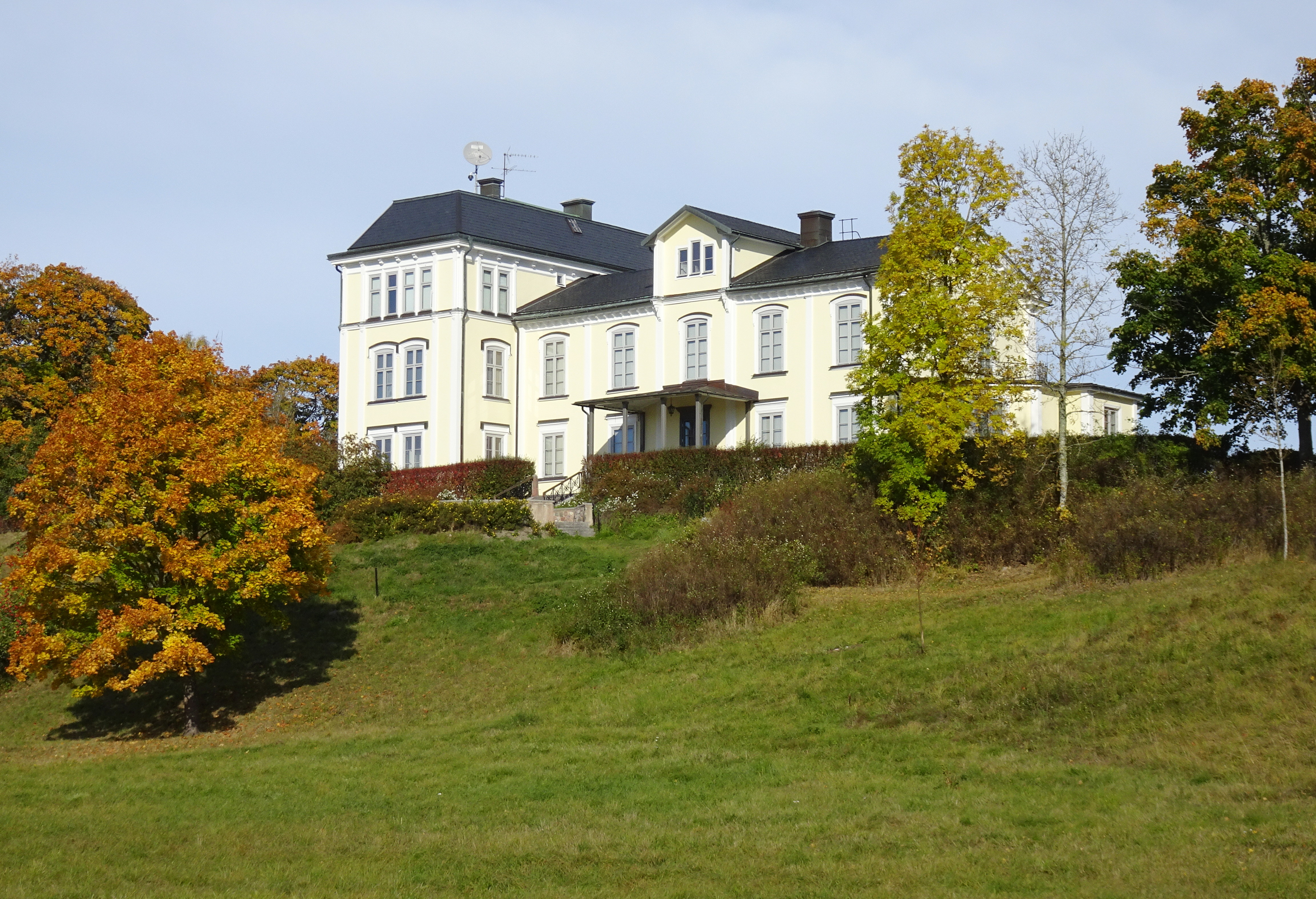
Lövsta gård var familjen Nordensfalks gods på Enhörna.

Johan Nordenfalk, född 2 september 1830 i Stockholm, död 16 juli 1901 på Lövsta i Ytterenhörna socken, Södermanland, var en svensk friherre, konstvän och riksdagsman.

## Biografi
Nordenfalk blev student vid Uppsala universitet 1848, avlade 1850 filosofie kandidatexamen och promoverades 1857 till filosofie magister. Efter flera långa resor i utlandet tjänstgjorde han 1860–1861 i Kungliga biblioteket i Stockholm, företog därefter nya resor, varefter han slutligen slog sig ned som jordbrukare på den av honom inköpta egendomen Löfsta i Södermanland.
Som sin ätts huvudman bevistade Nordenfalk ståndsriksdagarna 1856, 1859/60 och 1862/63. 1867-1875 representerade han Kalmar läns norra valkrets i första kammaren och 1876–1881 Selebo, Åkers och Daga häraders valkrets (i Södermanlands län) i andra kammaren. Han var flera gånger statsrevisor och 1879–1894 fullmäktig i Riksgäldskontoret. 1862 väckte han sin första riksdagsmotion, om ett anslag av 400 000 riksdaler för uppförandet av en byggnad för Kungliga biblioteket. (Först 1870 beviljade riksdagen medel för detta ändamål.)
Nordenfalk var mycket konstintresserad och fick bland annat dikten "Grubblaren" av Viktor Rydberg dedicerad till sig. Han blev också genom sitt intresse för konsten ledamot i Nationalmuseums nämnd och Gripsholmsföreningen. Vid 1874 års riksdag föreslog han, att ett anslag på 5 000 kronor skulle ges åt den av Arthur Hazelius bildade Skandinavisk-etnografiska samlingen, vilket bifölls. Därmed fick Nordiska museet sitt första statsanslag, något som ledde till att Nordenfalk 1880 valdes till samfundets hedersledamot.
Johan Nordenfalk tillhörde ätten Nordenfalk. Han var son till friherre Johan Nordenfalk och Maria Risellschöld. Johan Nordenfalk var gift med Emelie Augusta Reuterskiöld. Han var far till Johan Axel Nordenfalk (1866–1958) och Anna Augusta Nordenfalk (1863–1929) gift med greve Magnus Brahe (1849–1930). En äldre bror till Johan Nordenfalk var riksdagsmannen och landshövdingen Carl Nordenfalk (1833–1909). Johan Nordenfalk är begravd på Törnsfalls kyrkogård.

## Konstakademien
Redan 1875 hade Nordenfalk som en följd av sitt konstintresse valts till hedersledamot av Akademien för de fria konsterna (Konstakademien), blev 1877 dess vice preses och var från 1885 till sin död dess preses. Det blev huvudsakligen åt Konstakademien, som Nordenfalk från sitt övertagande av uppdraget som preses kom att ägna sitt intresse. Där nedlade han också ett arbete, som gjort hans namn till ett av de mest betydande i akademiens historia. Det var oro i den svenska konstvärlden vid den tid, då Nordenfalk tog presesplatsen i besittning.
Det året (1885) organiserade sig de så kallade Opponenterna mot Konstakademien. De krävde reformer rörande konststödet och konstnärsutbildningen samt tryckte på för en modernisering av akademien. Visserligen hade nya stadgar för akademien fastställts endast några år tidigare (1878), men Opponenternas skrivelse, som inte hade lett till någon direkt förändring i de akademiska formerna, blev nog en medverkande orsak till, att man ånyo tog itu med stadgeändringsförslag. Nya stadgar fastställdes också av Kungl. Maj:t 1887.
Den största striden stod kring frågan om en ombyggnad av Konstakademiens byggnad som Nordenfalk arbetade för. Men Opponenterna motarbetade förslaget med samma energi som han arbetade för detsamma. Emellertid stod regeringen på Nordenfalks sida, och nybyggnaden genomdrevs 1890, bland annat efter att Gunnar Wennerberg hade gjort ett inlägg om saken i riksdagen. För byggnadens konstnärliga utsmyckning samt för inredningsarbetet hade Nordenfalk skaffat pengar av sina personliga vänner, tillsammans omkring 80 000 kr. Samtidigt skaffade han in bidrag till akademiens konstsamlingar och bibliotek och genomdrev utarbetandet av tryckta kataloger över desamma.